# 2022年世界陸上競技選手権大会ボリビア選手団
2022年世界陸上競技選手権大会ボリビア選手団は、2022年7月15日から7月24日までアメリカ合衆国のユージーンで開催された第18回世界陸上競技選手権大会のボリビア選手団。

## 選手団
- 人員: 選手 3人

## 選手名簿・結果
| 選手               | 種目         | 結果             | 順位 |
| ------------------ | ------------ | ---------------- | ---- |
| ヘクトル・ガリバイ | 男子マラソン | 2時間12分44秒    | 36位 |
| アンゲラ・カストロ | 女子20km競歩 | 1時間36分52秒    | 27位 |
| ジャーネス・ママニ | 女子35km競歩 | 3時間07分16秒 PB | 33位 |